# 吉尔伯特·赖尔
吉尔伯特·赖尔（英語：Gilbert Ryle，1900年8月19日—1976年10月6日）是一名英国哲学家，是英国日常语言哲学中牛津学派的代表人物。他的著作《心的概念》被认为是日常语言学派的重要著作。
他的思想深受维特根斯坦的影响，在维特根斯坦的《哲学手稿》出版以前他就已经阅读过。《心的概念》一书以批判笛卡尔以来的身心二元论而出名。

## 经历
赖尔1900年出生于英国布莱顿，并且在良好的环境下长大。他的父亲是一名医生，并且是一位对哲学和天文学感兴趣的通才，并将自己藏书丰厚的图书馆传给了他的孩子们。
赖尔在布莱顿公学学习，并于1919年前往牛津大学王后学院学习古典学，但很快就被哲学所吸引。他以三个一等荣誉学位的优异成绩毕业，分别是：古典荣誉学位（ classical honour moderations）（1921年），文学人文学科（1923年），哲学，政治和经济学（1924年），并被任命为牛津大学基督堂学院的哲学讲师一年后，他成为基督堂学院的研究员和导师，直到1940年。
在第二次世界大战期间，他受委托在威尔士卫队。作为一名有能力的语言学家，他被招募进入情报部门工作，并在战争结束时晋升为少校。
战争结束后，他回到牛津，当选为韦恩费尔特教授职位的形而上学哲学教授和牛津大学莫德林学院院士。
1949年，他出版了他的重要著作《心的概念》。他于1945年至1946年担任亚里士多德学会会长，并于1947年至1971年担任哲学期刊Mind的编辑。莱尔于1976年10月6日在北约克郡的惠特比去世。
他的兄弟约翰·阿尔弗雷德（1889-1950）和乔治·博德利（1902-1978）也都在布莱顿公学接受教育，他们也有着杰出的职业生涯。 1935年至1945年，他的兄弟约翰成为剑桥大学物理学的雷吉斯教授，乔治五世国王的医生，在担任威尔士和英格兰的林业主任之后，1963年至1965年担任林业委员会副主任并获得了大英帝国勋章。

## 思想
赖尔批判了自笛卡尔以来的身心二元论思想。他指出，身心二元论中，关于心灵的概念是“范畴错误”。赖尔把分清范畴的语言分析称作“逻辑地理学”，这就是要准确地指出一范畴在语言中的用法。

## 著作
- 《心的概念》(1949)
- 《两难论法》（1962）
- 《柏拉图的进展》(1966)
- 《论思想》(1979)